# Mali Mihaljevec
Mali Mihaljevec – wieś w Chorwacji, w żupanii medzimurskiej, w gminie Sveti Juraj na Bregu. W 2011 roku liczyła 410 mieszkańców.